# Monte de perfección

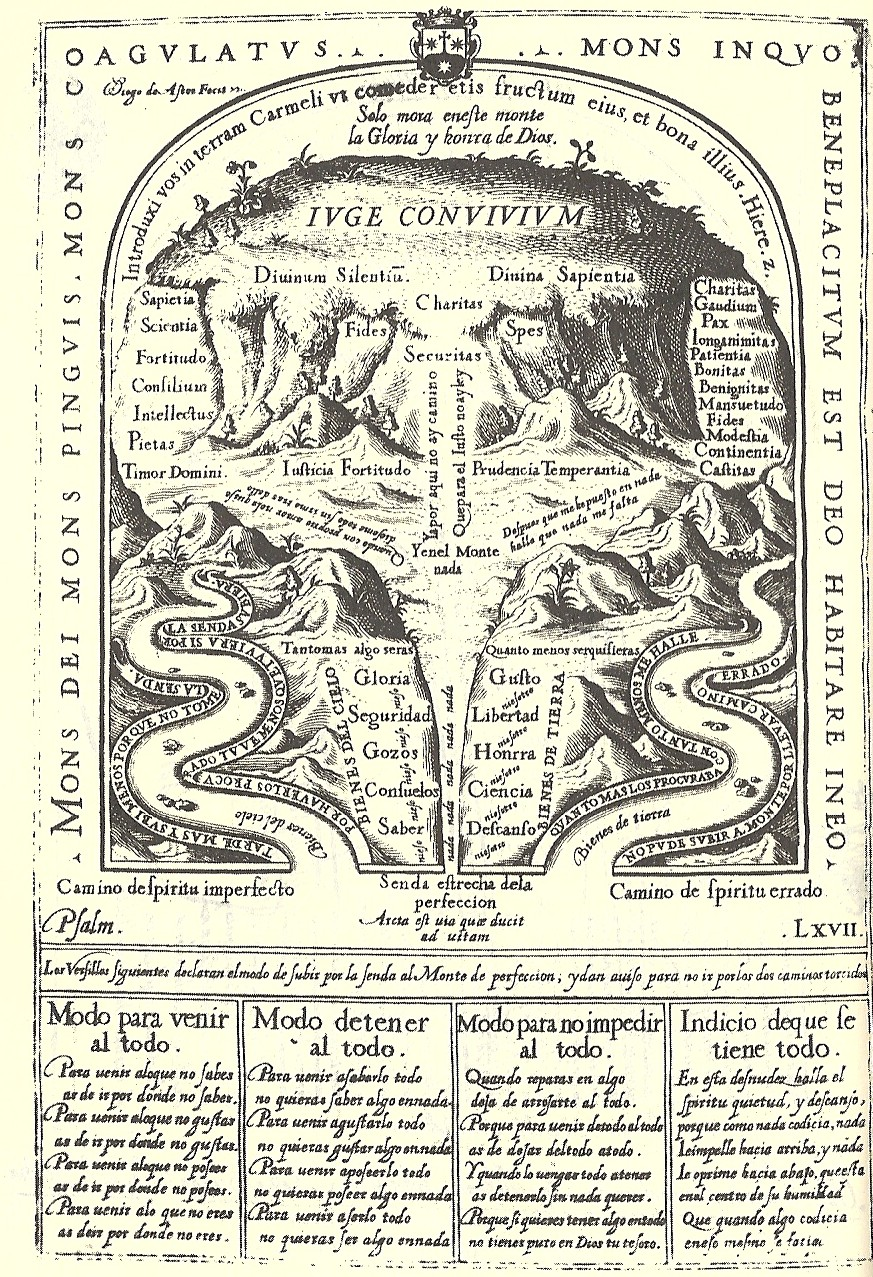
Monte de perfección.

Monte de perfección es el nombre por el que se conoce una serie de aproximadamente 60 dibujos que hizo San Juan de la Cruz en torno a 1579 para sus alumnos. En ellos se resume lo más granado su doctrina mística. El dibujo, del que se conserva copia exacta notarial, fue dedicado a su hija Magdalena del Espíritu Santo, monja de la comunidad descalza de Beas de Segura. El dibujo representa un monte con tres caminos, dos a los lados y uno en el centro. Tan sólo el del centro accede a la cima del monte donde no hay nada, excepto el divino silencio. El dibujo está salpicado de leyendas varias, a modo de rimas.